# Richard Kerner
Richard Kerner, pierwotnie Ryszard Kerner (ur. 3 stycznia 1943) – francuski fizyk teoretyczny związany z Polską, profesor Université Pierre et Marie Curie (UPMC, Paris-VI) oraz Sorbony, specjalista w zakresie fizyki matematycznej.

## Życiorys
Urodził się w ZSRR w rodzinie Żydów polskich, który znaleźli tam schronienie w okresie II wojny światowej. W latach 1949–1952 uczęszczał do szkoły podstawowej w Moskwie, a w latach 1953–1956 w Warszawie. Absolwent VI Liceum Ogólnokształcącego im. Tadeusza Reytana w Warszawie (1960) i Wydziału Fizyki Uniwersytetu Warszawskiego (1965), gdzie napisał pracę magisterską pod kierunkiem Andrzeja Trautmana. Początkowo był asystentem na Wydziale Fizyki UW i rozpoczął pracę nad doktoratem pod kierunkiem Andrzeja Trautmana, ale po marcu 1968 wyjechał z Polski do Francji.
W 1968 podjął pracę na Université Pierre et Marie Curie (UPMC) i w 1975 uzyskał w nim stopień doktora nauk przyrodniczych, specjalizując się w zagadnieniach związanych z polem Yanga-Millsa (rozprawa Sur certaines applications de la théorie du champ de Yang et Mills, promotorzy Yvonne Choquet-Bruhat i André Lichnerowicz). Objął stanowisko profesora fizyki teoretycznej UPMC. W latach 1990–2001 pełnił funkcję dyrektora Laboratorium Grawitacji i Kosmologii Relatywistycznej UPMC (nazwa francuska: Laboratoire de Gravitation et Cosmologie Relativistes). W 1998 został wybrany na członka rady naukowej UPMC. Piastował stanowisko sekretarza naukowego Francuskiej Akademii Nauk.
Badał zagadnienia związane m.in. z ogólną teorią względności, kosmologią, teorią pola, mechaniką kwantową, fizyką cząstek elementarnych, fizyką ciała stałego i chemią fizyczną. Autor około trzystu publikacji naukowych, a także monografii z zakresu fizyki matematycznej. Współpracował jako profesor wizytujący z Uniwersytetem w Utrechcie, Europejską Organizacją Badań Jądrowych (CERN), Scuola Internazionale Superiore di Studi Avanzati (SISSA) we Włoszech oraz Universidade Federal do Espírito Santo w Brazylii. Od 2012 profesor emeritus Uniwersytetu Paryskiego.  W 2021 opublikował w języku angielskim książkę popularyzującą astronomię (Our Celestial Clockwork: From Ancient Origins to Modern Astronomy of the Solar System, 2021).

## Nagrody i wyróżnienia
W 1991 otrzymał Nagrodę Alexandre’a Joannidèsa przyznaną przez Francuską Akademię Nauk, a w 2020 doktorat honoris causa Uniwersytetu w Tartu.

## Publikacje książkowe
- Sur certaines applications de la théorie du champ de Yang et Mills, Université Pierre-et-Marie-Curie 1975, OCLC 489684900
- Relativité (wraz z Muratem Boratavem), Ellipses 1991, ISBN 978-2-7298-9145-9
- Physics on Manifolds (wraz z André Lichnerowiczem i Moshé Flato), Kluwer Academic Publishers 1994, ISBN 978-0-7923-2500-0
- Models of Agglomeration and Glass Transition, Imperial College Press 2007, ISBN 978-1-86094-756-8
- Méthodes classiques de physique théorique: cours et problèmes résolus, Ellipses 2014, ISBN 978-2-340-00006-3
- Our Celestial Clockwork: From Ancient Origins to Modern Astronomy of the Solar System, World Scientific Publishers 2021, ISBN 978-981-12-1460-8